# Trax
Trax var en dansk popduo, der blev dannet i slutningen af 1983 af John Hatting og Lise Haavik, der sidenhen blev gift med hinanden.

## Melodi Grand Prix
Trax stillede første gang op ved Melodi Grand Prix i 1984 med nummeret Vi hører sammen, der endte på en 6. plads. I 1985 stillede duoen atter op, og endte på en 3. plads med nummeret Ved du hva' du sku, der efterfølgende vandt dette års OGAE Second Chance Contest.
I 1986 havde Trax sin sidste deltagelse ved grand prixet. Denne gang førte det til sejren med Du er fuld af løgn. Ved Eurovision Song Contest samme år, fik sangen en 6. plads.
Efter Dansk Melodi Grandprix 1986 opløstes duoen.
 Der er for få eller ingen kildehenvisninger i denne artikel, hvilket er et problem. Du kan hjælpe ved at angive troværdige kilder til de påstande, som fremføres i artiklen.